# Frankofonska šahovska asocijacija
Frankofonska šahovska asocijacija (eng.  Francophone Chess Association, fra. Association internationale des échecs francophones), pridružena organizacija Svjetske šahovske organizacije koja predstavlja frankofonijske zemlje. Uloga mu je promicati i razvijati sve oblike šaha na svom prostoru, štititi interese šaha, uspostaviti i koordinirati aktivnost članova i organizirati regionalna prvenstva pod okriljem FIDE, te zastupati interese članova kod FIDE i inih međunarodnih organizacija.
Sjedište je u Nici u Francuskoj. Današnji predsjednik je Patrick Van Hoolandt iz Monaca.

## Vanjske poveznice
- Službene stranice
- Facebook